# Pálmi Rafn Pálmason
Pálmi Rafn Pálmason (* 9. November 1984) ist ein isländischer Fußballspieler. Der Mittelfeldspieler, der 2008 in der isländischen Nationalmannschaft debütierte, gewann sowohl den isländischen als auch den norwegischen Meistertitel.

## Werdegang

### Karrierebeginn und Meistertitel in Island
Pálmi begann seine Karriere bei Völsungur ÍF. Mit dem seinerzeitigen Viertligisten schaffte er 2001 den Aufstieg in die drittklassige 2. deild und belegte dort mit der Mannschaft den vierten Rang. Auch höherklassig wurde man nach sechs Toren in 18 Ligaspielen auf ihn aufmerksam und 2003 schloss er sich KA Akureyri in der Urvalsdeild an.
Bei seinem neuen Klub fand sich Pálmi im Abstiegskampf der ersten Liga wieder. Im ersten Jahr trug er mit vier Saisontoren dazu bei, dass die Mannschaft den letzten Nicht-Abstiegsplatz der Liga belegte. Im folgenden Jahr belegte sie lediglich den letzten Tabellenrang, er blieb dem Verein jedoch auch in der zweiten Liga treu. Dort erzielte er zehn der 40 Ligatore der Mannschaft. Da dennoch als Tabellendritter der Wiederaufstieg verpasst wurde, wechselte er zurück ins isländische Oberhaus und unterschrieb einen Vertrag bei Valur Reykjavík.
Unter Trainer Willum Þór Þórsson erreichte Pálmi mit Valur den dritten Platz in der Urvalsdeild. Mit sechs Toren war er dabei bester vereinsinterner Torschütze. Im folgenden Jahr erspielte er sich an der Seite von Spielern wie Baldur Bett, Helgi Sigurðsson und Baldur Ingimar Aðalsteinsson den isländischen Meistertitel. Zudem zog die Mannschaft ins Finale um den Ligapokal ein, das trotz zweier Tore von Daniel Hjaltason mit 2:3 nach Verlängerung gegen FH Hafnarfjörður verloren ging.
Diesen Erfolgen folgte die Berufung in die Nationalmannschaft und unter Nationaltrainer Ólafur Jóhannesson debütierte er im Februar 2008 bei der 0:2-Niederlage gegen die belarussische Nationalmannschaft in der Landesauswahl, als er in der 80. Spielminute für Bjarni Þór Viðarsson eingewechselt wurde. In der Folge gehörte Pálmi zu Beginn der Spielzeit 2008 zu den treffsicheren Schützen seiner Mannschaft  und erzielte in zwölf Spielen sieben Tore. Daraufhin meldeten ausländische Vereine wie der IFK Göteborg Interesse an einer Verpflichtung des Spielers an, bei dem mit Ragnar Sigurðsson bereits ein Landsmann unter Vertrag stand, und er bestritt ein Probetraining bei Djurgårdens IF.

### Wechsel ins Ausland

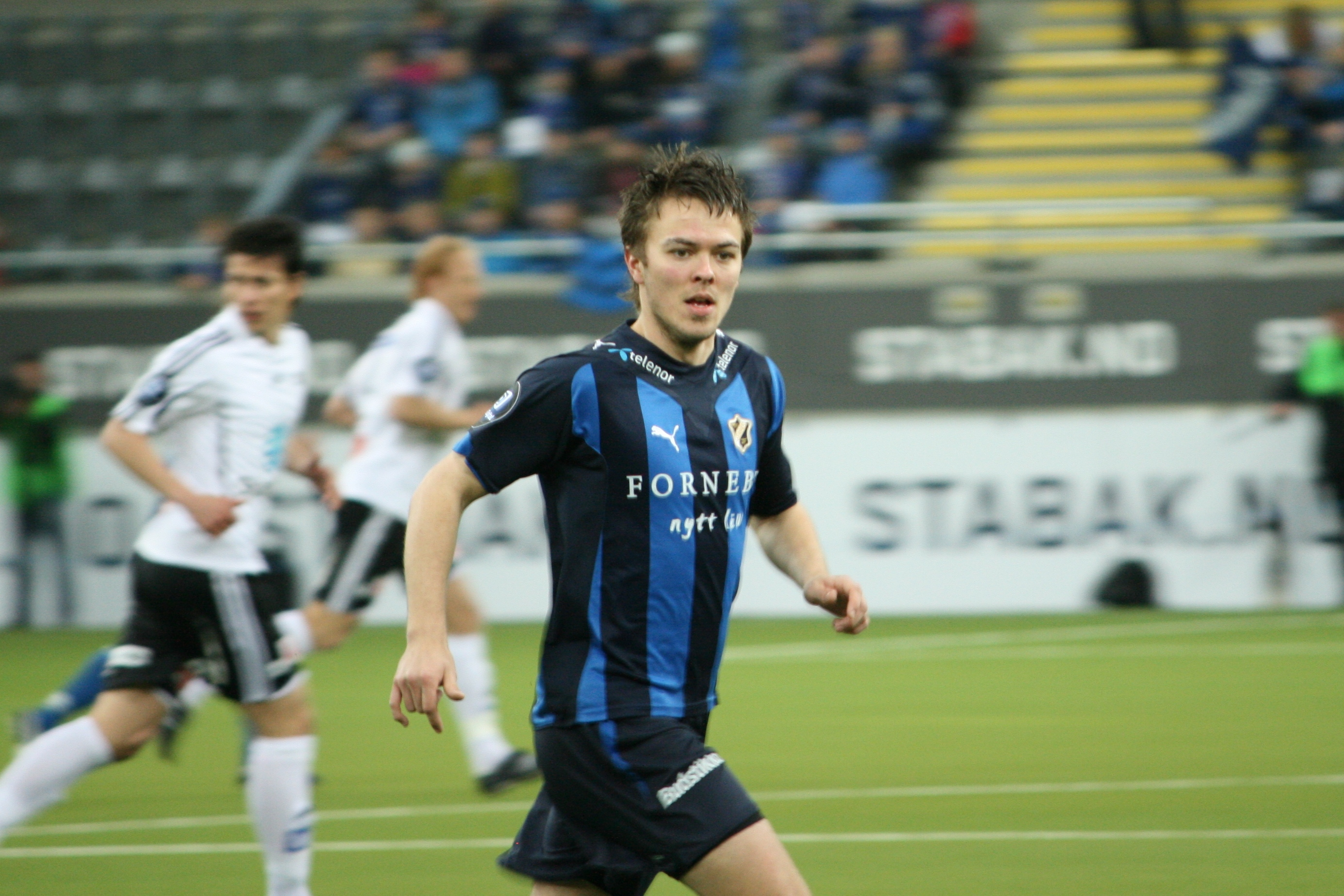
Pálmi Rafn Pálmason im April 2009 im Einsatz für Stabæk Fotball

Letztlich entschied sich Pálmi im Juli 2008 für einen Wechsel zu Stabæk Fotball in die norwegische Tippeligaen, bei dem er einen Vertrag mit dreieinhalb Jahren Laufzeit unterschrieb. Hier agierte er in seiner ersten Spielzeit hauptsächlich als Einwechselspieler, konnte jedoch mit zwei Toren in neun Ligaeinsätzen zum erstmaligen Gewinn des Meistertitels in der Vereinsgeschichte des Klubs aus Bærum beitragen. Beim ersten Pflichtspiel des folgenden Jahres, dem Spiel um den norwegischen Supercup gegen Vålerenga IF in der heimischen Telenor Arena, konnte er sich neben Daniel Nannskog und Daigo Kobayashi bei einem Gegentreffer von Mohammed Abdellaoue in die Torschützenliste eintragen und den Titelgewinn feiern.

## Erfolge
- Isländischer Meister: 2007
- Norwegischer Meister: 2008
- Norwegischer Supercup: 2009